# Lidija Karamczakowa
Lidija Aleksiejewna Karamczakowa (ros. Лидия Алексеевна Карамчакова; ur. 17 lutego 1968) – rosyjska i tadżycka zapaśniczka walcząca w stylu wolnym. Zaczynała karierę w Rosji, a od 2002 roku startowała dla Tadżykistanu. Olimpijka z Aten 2004, gdzie zajęła siódme miejsce w wadze do 48 kg.
Trzykrotna uczestniczka mistrzostw świata; czwarta w 1996. Mistrzyni Europy z 2000, brązowa medalistka z 1997. Szósta w Pucharze Świata w 2001 roku. Srebrny medal igrzysk azjatyckich z 2002 roku.
Jej siostry, Natalja, Tatiana i Inga były również zapaśniczkami.